# Ján Ružiak
Ján Ružiak (29. listopadu 1849 Hybe – 28. prosince 1921 Hybe) byl slovenský a československý politik, člen Slovenské národní strany, meziválečný poslanec Revolučního národního shromáždění, později senátor Národního shromáždění ČSR za Slovenskou národní a rolnickou stranu.

## Biografie
Studoval práva v Prešově. Od roku 1875 byl advokátem v Liptovském Sv. Mikuláši. Byl veřejně aktivní. Hrál ochotnické divadlo, podporoval národní a kulturní spolky.
V 90. letech 19. století patřil mezi nově nastupující politiky Slovenské národní strany. V roce 1901 se za ni dostal na Uherský sněm. V roce 1918 byl signatářem Martinské deklarace.
Po vzniku Československa zasedal v Revolučním národním shromáždění za slovenský klub (slovenští poslanci Revolučního národního shromáždění ještě nebyli organizováni podle stranických frakcí). Mandát poslance nabyl v lednu 1919. Profesí byl advokátem.
V parlamentních volbách v roce 1920 získal senátorské křeslo v Národním shromáždění za Slovenskou národní a rolnickou stranu. Po jeho smrti roku 1921 místo něj do senátu jako náhradník usedl Samo Daxner.
Angažoval se v slovenské evangelické církvi. Byl prvním dozorcem Východního disktriktu této církve a předseda dozorčího výboru Tranoscia.
Zemřel, raněn mrtvicí, v prosinci 1921.